# Phoenicurus alaschanicus
Phoenicurus alaschanicus là một loài chim trong họ Muscicapidae.
Nó là loài đặc hữu của Trung Quốc. Môi trường sống tự nhiên của chúng là rừng ôn đới. Nó bị đe dọa do mất môi trường sống.